# 上路街
上路街又名新路街。位于安徽省黄山市歙县徽城镇，是原新城（徽州府城东侧的歙县县城）内的主要街道，南起府城东门德胜门，北到县城北门新安门，沿着问政山脚延伸。
上路街沿街有三座跨街牌坊，自北向南依次为：
- 柏台世宠坊，歙县文物保护单位
- 父子明经坊，歙县文物保护单位
- 鲍氏节孝坊，歙县文物保护单位

上路街沿街还有节烈祠（歙县文物保护单位）等文物古迹。不过，沿街原有江、程、许、毕四姓所建的宗祠、支祠，均已毁坏。